# Вонґлчев
Вонґлчев (пол. Wągłczew) — село в Польщі, у гміні Врублев Серадзького повіту Лодзинського воєводства.
Населення — 392 особи (2011).
У 1975-1998 роках село належало до Серадзького воєводства.

## Демографія
Демографічна структура станом на 31 березня 2011 року:
|          | Загалом | Допрацездатний вік | Працездатний вік | Постпрацездатний вік |
| -------- | ------- | ------------------ | ---------------- | -------------------- |
| Чоловіки | 204     | 48                 | 123              | 33                   |
| Жінки    | 188     | 29                 | 95               | 64                   |
| Разом    | 392     | 77                 | 218              | 97                   |